# Himalopsyche amitabha
Himalopsyche amitabha är en nattsländeart som beskrevs av Schmid 1966. Himalopsyche amitabha ingår i släktet Himalopsyche och familjen rovnattsländor. Inga underarter finns listade i Catalogue of Life.